# Superintendência de Trânsito do Salvador
A Superintendência de Trânsito do Salvador (TRANSALVADOR) é uma autarquia municipal da Prefeitura de Salvador. Foi criada em 2008 e, desde a sua renomeação, em 2014, tem a finalidade de gerir o trânsito e os estacionamentos públicos do município, assim como o exercício das atividades previstas no Código de Trânsito Brasileiro (CTB).
Desde janeiro de 2023, o superintendente é Décio Martins, sucedendo o Deputado Licenciado Cacá Leão, que assumiu a secretaria de governo.

## História
O regimento da Secretaria de Serviços Públicos (SESP) da década de 1980 mostra que existia na sua estrutura o Departamento de Transportes, composto de três divisões: Planejamento, Apoio Técnico e Operação e Controle. Em 25 de novembro de 1980, o decreto nº 6047, criou o Núcleo de Transportes Urbanos do Município (NTU), diretamente vinculado ao Gabinete do Prefeito, "com a finalidade de planejar, coordenar, orientar, fiscalizar, supervisionar e executar os programas de transportes urbanos" em Salvador. O decreto nº 6404 de 30 de novembro de 1982 desdobra os setores de competência da Prefeitura, cria a Secretaria de Transportes Urbanos (STU), com a finalidade de definir e executar a política de transportes urbanos. Em 1982 foi criada Superintendência de Estações de Transbordo do Município (SETRAM), responsável pela administração das Estações de Transbordo do Município. Em 1986 foi reestruturada, passando a denominar-se Superintendência de Transporte e Trânsito do Município (SUTRAM), responsável pelo gerenciamento do trânsito e do transporte do Município.
A Superintendência de Engenharia de Tráfego (SET) foi criada com a Lei nº 4533/92 em 21 de maio de 1992, com a finalidade de gerir o Sistema de Trânsito e dos Estacionamentos Públicos do Município. Esta lei criou também a Superintendência de Transportes Públicos (STP) e trouxe para a área de transportes urbanos "a administração, controle, e fiscalização do sistema de multas por infração ao Código Nacional de Trânsito" (Lei nº 5.108/66). A partir do ano de 1997, a SET reestruturou-se internamente face às atribuições decorrentes da operacionalização do Código de Trânsito Brasileiro (CTB) e da integração de Salvador ao Sistema Nacional de Trânsito. Entre 1997 e 2002, o quadro de funcionários administrativos, operacionais e terceirizados da SET foi quintuplicado, passando de 200 para 1.000 pessoas.
Em 2008, a reforma administrativa do Município do Salvador promulgada pela Lei Municipal nº 7.610 instituiu a fusão da SET com a STP, surgindo a Superintendência de Trânsito e Transportes do Salvador (TRANSALVADOR). Assim, a criação de uma Superintendência que abrigasse numa mesma estrutura as áreas de trânsito e transporte de Salvador tem como finalidade a racionalização dos custos da administração municipal e também a busca pelo planejamento e execução de ações de forma orgânica, em face do trânsito e do transporte serem atividades indissociáveis.
Em 2014, a Lei 8.725 de 29 de dezembro de 2014 criou a Secretaria Municipal de Mobilidade (SEMOB) a partir da Secretaria Municipal de Urbanismo e Transporte (SEMUT); alterou a denominação da superintendência para a atual; transferiu as atribuições sobre as políticas de transporte e órgão relacionados (Gerência de Planejamento e Projetos de Transportes, Gerência de Administração e Fiscalização do Transporte Público, Gerência de Táxis e Transportes Especiais e Gerência de Administração de Equipamentos Urbanos) à SEMOB; e subordinou a Transalvador à SEMOB.